# Сюзан Иванова
Сюзан Иванова (на английски: Susan Ivanova) е измислена героиня от научнофантастичния сериал Вавилон 5. Тя е вторият по ранг офицер в командването на станцията през първите четири сезона на продукцията. Иванова е рускиня от еврейски произход и губи майка си в ранна детска възраст, за което обвинява безскрупулните действия на Психо-Корпуса. Брат ѝ Ганя Иванов загива във войната с Минбарите, след което тя се присъединява към армията на „Земния Съюз“. Обикновено Иванова е песимистично настроена и саркастична, но е лоялен офицер и забележителен лидер.

## Известни реплики на героинята
„Ако оцелея на тази работа, без напълно да полудея, това би било чудо от Библейска величина.“
След неизпълнение на нейна заповед:

„И още нещо. По обратния път към станцията отделете време да научите мантрата на Вавилон 5:Иванова винаги е права. Ще слушам Иванова. Няма да пренебрегвам препоръките на Иванова. Иванова е Бог...(въздиша) Цивилни!“
1. ↑  lezwatchtv.com